# 스쿠다 후! 스쿠다 헤이!
스쿠다 후! 스쿠다 헤이!(Scudda Hoo! Scudda Hay!)는 미국에서 제작된 F. 휴 허버트 감독의 1948년 코미디, 드라마, 멜로/로맨스 영화이다. 준 헤이버 등이 주연으로 출연하였고 월터 모로스코 등이 제작에 참여하였다.

## 출연

### 주연
- 준 헤이버
- 론 맥칼리스터

### 조연
- 월터 브레넌
- 앤 리비어
- 나탈리 우드
- 로버트 칸스
- 헨리 헐
- 톰 툴리
- 로버트 애들러
- 켄 크리스티
- G. 팻 콜린스
- 에드워드 가갠
- 허버트 헤이우드
- 유진 잭슨
- 맷 맥휴
- 마릴린 먼로
- 찰스 워겐하임
- 제랄딘 월
- 톰 무어

## 제작진
- 세트: 토머스 리틀
- 의상: 보니 캐신